# Chiesa di San Lorenzo Martire (Gatteo)
La chiesa di San Lorenzo Martire è la parrocchiale di Gatteo, in provincia di Forlì-Cesena e diocesi di Cesena-Sarsina; fa parte della zona pastorale del Mare.
Il primitivo edificio venne edificato nel tardo Duecento.

## Storia
La primitiva chiesa di Gatteo venne edificata nel 1290 nel complesso del castello Malatestiano.
Nel 1541 fu elevata a dignità parrocchiale e nel 1554 venne resa autonoma rispetto alla pieve di San Giovanni in Compito di Savignano sul Rubicone.

Nel corso dei secoli questa chiesa divenne luogo di sepoltura per molte personalità, come ad esempio diversi esponenti della nobile famiglia dei marchesi Guidi.
Nel 1819, su richiesta del marchese Fabrizio Guidi, la sede della parrocchia fu trasferita nella chiesa della Madonna del Popolo, che era stata edificata nel 1576.

Nel 1821 la primitiva chiesa di San Lorenzo venne demolita e nel 1847 venne abbattuta anche la torre campanaria.
Nel 1868 venne aperto il cantiere per la costruzione della nuova parrocchiale, che venne chiuso oltre dieci anni più tardi, nel 1880. Tra il 1917 e il 1919 l'edificio fu oggetto di un ampliamento della navata che portò anche al rifacimento di alcune parti, come la zona absidale.

## Descrizione

### Esterno
Il prospetto principale è a salienti rifinito con mattoni a facciavista e viene tripartito da paraste. Le due centrali sono precedute da colonne poligonali bicrome sopra le quali sono poste altrettante statue. Nella parte centrale si trova il portale principale preceduto dal piccolo protiro che protegge anche la lunetta, mentre in alto si trova il grande rosone, mentre nelle parti laterali sono presenti due nicchie vuote sovrastate da due oculi.
La torre campanaria è posta a sinistra della struttura. Ha base quadrata ed è rifinita in modo analogo alla chiesa. Lungo il fusto presenta piccole feritoie, la cella campanaria si apre con quattro finestre a bifora, sopra ha una struttura poliedrica ottagonale con finestrelle cieche che è sormontata dalla cuspide con forma di piramide acuta a base poligonale.

### Interno
All'interno della sala sono conservati i dipinti eseguiti da don Stefano Montanari in epoca neoclassica.